# The In-Laws (2003)
The In-Laws, ook bekend onder de titel: What a Wedding is een Amerikaans-Duits-Canadese komische actiefilm uit 2003, geregisseerd door Andrew Fleming. De film is een remake van de gelijknamige film uit 1979. Scènes voor de film uit 2003 werden op locatie in Chicago opgenomen. De film was geen groot commercieel succes en ontving gemengde tot negatieve recensies.

## Verhaal
Steve Tobias is een undercover CIA-agent wiens zoon, Mark getrouwd is met Melissa Peyser. Haar vader Jerry Peyser is een pedicure met milde manieren. Wanneer de twee families elkaar ontmoeten voor het avondeten, vindt Peyser Steve Tobias in een geheime operatie. Hij probeert een deal te sluiten om een Russische onderzeeër de Olga, als lokaas te verkopen aan een wapensmokkelaar in Frankrijk. Naarmate het incidentele bezit van Peyser toeneemt, wordt hij door de FBI ervan verdacht deel uit te maken van een kwaadaardige deal. Gesleept, geschopt en schreeuwend besluit Peyser dat hij niet betrokken wil zijn bij de affaire of bij familie Tobias.
De twee schoonfamilies ontwijken kogels, springen van gebouwen en stelen samen jets in hun poging om te voorkomen dat ze door de FBI worden gepakt. Nadat de huwelijksreceptie is beëindigd door een laatste achtervolgingsscène, worden ze uiteindelijk alleen gelaten met alleen hun kinderen en vrouwen voor een rustige huwelijksceremonie, voorgezeten door de FBI-agent die hen achterna zat.

## Rolverdeling
| Acteur          | Personage             |
| --------------- | --------------------- |
| Michael Douglas | Steve Tobias          |
| Albert Brooks   | Jerry Peyser          |
| Ryan Reynolds   | Mark Tobias           |
| Lindsay Sloane  | Melissa Peyser        |
| Robin Tunney    | Angela Harris         |
| Maria Ricossa   | Katherine Peyser      |
| Candice Bergen  | Judy Tobias           |
| David Suchet    | Jean-Pierre Thibodoux |

## Ontvangst
Op Rotten Tomatoes heeft The In-Laws een waarde van 33% en een gemiddelde score van 5,00/10, gebaseerd op 136 recensies. Op Metacritic heeft de film een gemiddelde score van 46/100, gebaseerd op 32 recensies.